# Jean-Jacques Burlamaqui

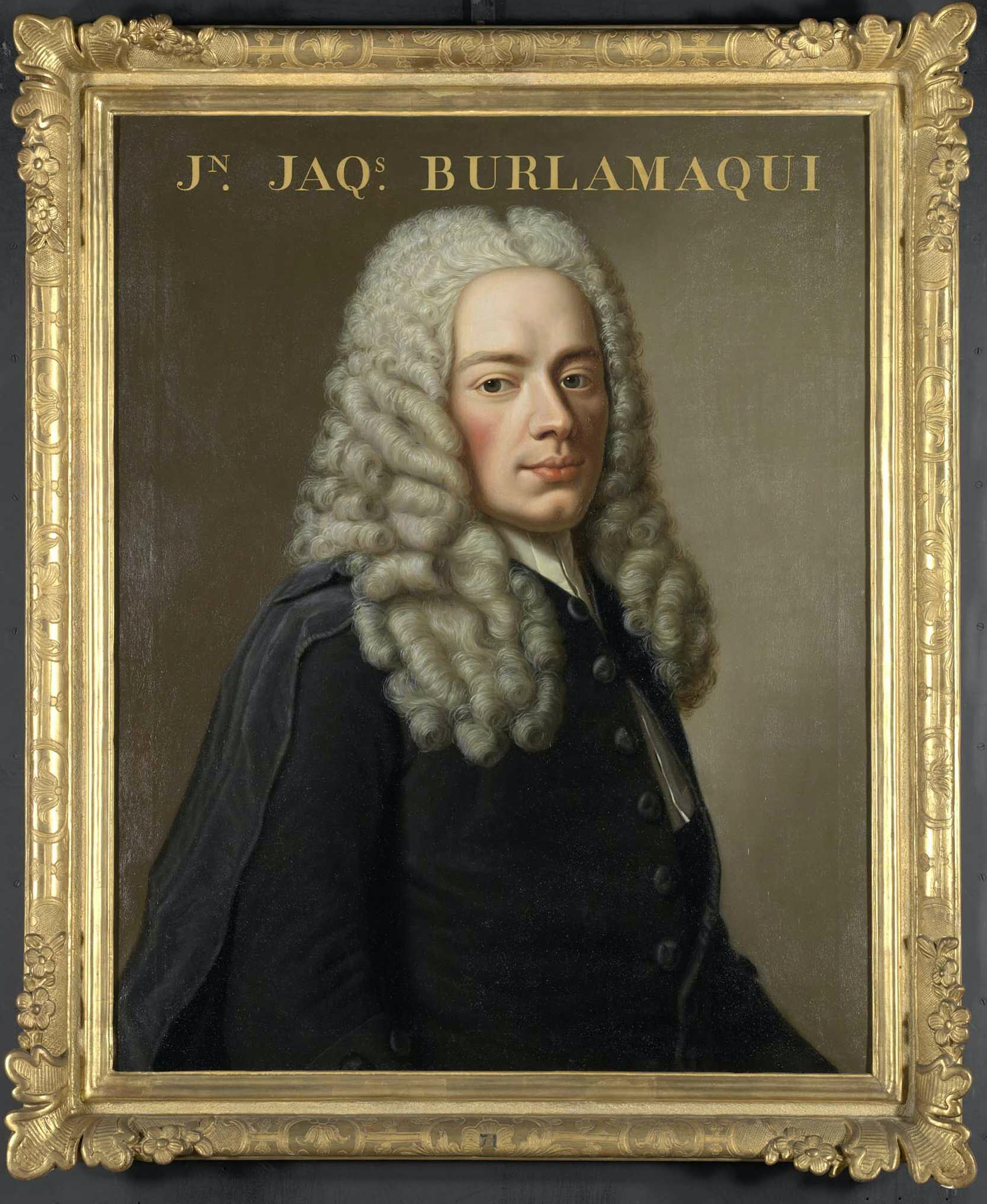
Jean-Jacques Burlamaqui, von Robert Gardelle um 1760

Jean-Jacques Burlamaqui (* 13. Juli 1694 in Genf; † 3. April 1748 in Genf) war ein Genfer Jurist, Philosoph, Schriftsteller und bedeutender Vertreter des Naturrechts und der Westschweizer Naturrechtsschule. Er war ein Schüler von Jean Barbeyrac und wurde als Verbreiter der Ideen verschiedener Denker der Naturrechtsphilosophie bekannt.

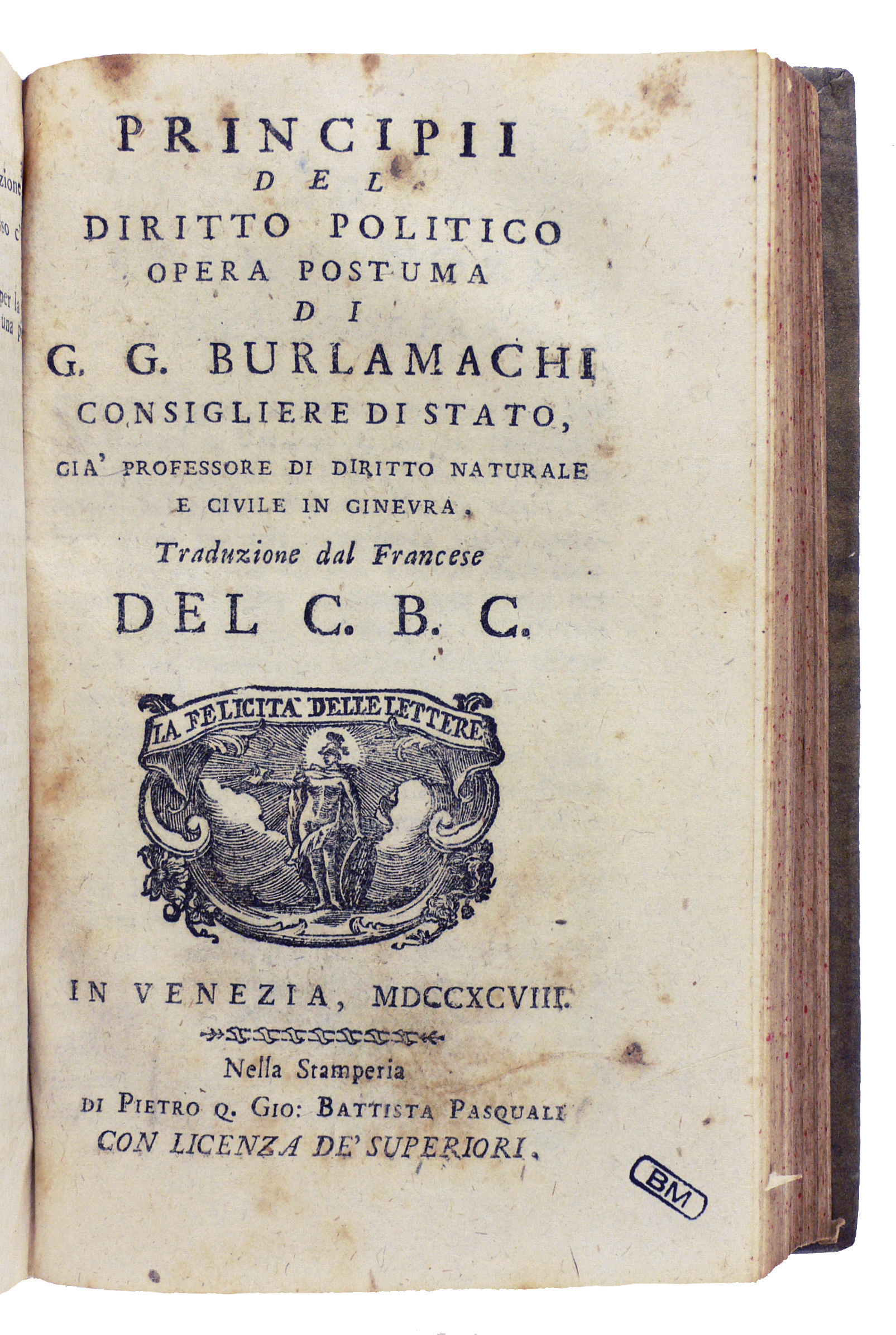
Principii del diritto politico, 1798 (Mailand, Fondazione Mansutti)

## Leben
Burlamaqui wurde als Sohn des Jean-Louis, Kastlan des Mandement Peney und Mitglied des Rats der Zweihundert, und der Suzanne Favre de la Croix in Genf geboren. Seine Vorfahren, die Burlamacchi, waren ursprünglich aus religiösen Gründen vom italienischen Lucca nach Genf geflüchtet. Er studierte Philosophie und Jurisprudenz an der Akademie von Genf und erlangte 1716 das Anwaltspatent. Er war verheiratet mit Renée de Chapeaurouge, der Tochter des Jacob de Chapeaurouge (1669–1744), Syndikus von Genf. Der erfolgreiche Privatunterricht mit Söhnen aus reichem Haus und ausländischen Adeligen bewog ihn die Universitätslaufbahn einzuschlagen. Der Antrag deutscher Studenten, an der Akademie Kurse in Naturrecht und öffentliches Recht einzurichten, veranlasste ihn, sich 1720 um die Stelle und den Titel eines Ehrenprofessors zu bewerben, die er dann auch erhielt.
1720 wurde er von der Universität Genf zum Honorarprofessor für Ethik und Naturrecht berufen. Bevor er zu lehren begann, besuchte er in den Jahren 1720 und 1721 die bekanntesten Schriftsteller seiner Zeit in England (sowie Aufenthalte an der University of Oxford) und Frankreich und hielt sich bei Jean Barbeyrac in Groningen auf. Nach seiner Rückkehr 1723 lehrte er als Professor für Natur- und Zivilrecht, Naturrecht nach Pufendorf und römisches Recht nach den justinianischen Quellen des Corpus iuris civilis. 1735 machte er einen Kurzaufenthalt am Hof des Landgrafen von Hessen-Kassel, wo er den jungen Prinzen Friedrich ausbildete. 1739 gab er seine Professur aus gesundheitlichen Gründen auf.
Er wurde von seinen Genfer Mitbürgern 1721 in den Rat der Zweihundert, 1730 in den Rat der Sechzig und 1742 in den Kleinen Rat gewählt. Bei den Unruhen von 1734 wurde er mit Pierre Mussard, Michel Lullin de Châteauvieux und Jean-Louis Du Pan beauftragt, über die Beschwerdeschriften (représentations) der Altbürger (citoyens) und Neubürger (bourgeois) zu berichten.
Sein Leben lang war er an Bildhauerei, Architektur, Musik und Malerei interessiert und besaß eine Sammlung von Gemälden und Stichen. Er war Initiator der 1751 gegründeten öffentlichen Zeichenschule, der heutigen Haute École d'art et de design Genève.

## Werk

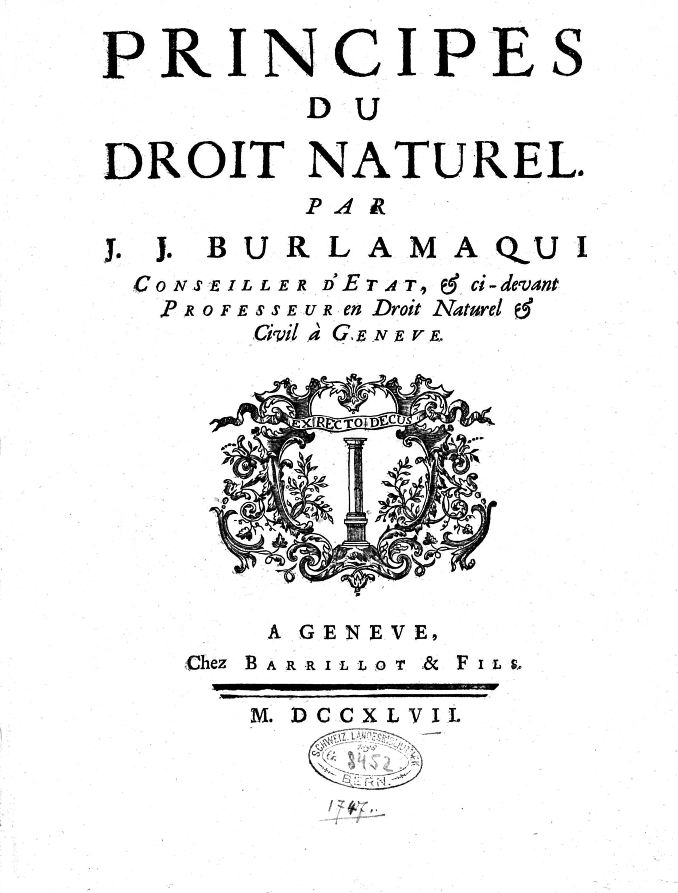
Prinzip des Naturrechts

Burlamaqui war weit über die Akademie hinaus für die Einfachheit seines Vortragsstils und die Klarheit seiner Ansichten bekannt. Dank seiner Erfahrung als Privatlehrer verstand er es, seinen Studenten auch schwierige Theorien in einem einfachen und klaren Stil darzulegen und den verwendeten Stoff in eine rationale Organisation einzubetten. Der gleiche Stil zeichnet auch seine Bücher aus, die grösstenteils auf seinen eigenen Vorlesungsskripten und in den posthum veröffentlichten Werken auch auf Vorlesungsnotizen seiner Studenten beruhten. Im damaligen Genf versuchte er seine Gedanken in Form und Gehalt so vorzustellen, dass er nicht – wie Barbeyrac – aus der Stadt gejagt wurde, sondern in seiner Heimat hochgeehrt zu Ämtern und Würden gelangte. Burlamaqui wollte, wie die britischen Whigs, keine Revolution der Theorie und des Dogmas, sondern freiheitliche Revolutionen.
Er beabsichtigte ursprünglich eine Einführung in ein vollständiges System des Natur- und Staatsrecht für Studenten und Anfänger herauszugeben, konnte dann aber 1747 nur das erste Buch über die Prinzipien des Naturrechts (Principes du droit naturel) veröffentlichten. Er verbot die Publikation des zweiten Buches, weil er die zugrundeliegenden Vorlesungsskripte noch nicht bearbeitet und mit Zitathinweisen und seinen Reflexionen versehen hatte. Das politisch Gewagte, die Grundlegung des politischen Rechts, sollte erst nach seinem Tode erscheinen. Sein Freund, der Akademiedirektor und Pfarrer Jacob Vernet, veröffentlichte die Prinzipien des politischen Rechts (Principes du droit politique) 1751 posthum aufgrund vorhandener Vorlesungsskripte, was Burlamaquis Buch den Ruf einbrachte, es würde keine originären Gedanken enthalten.
Burlamaquis Bücher wurden in sechs Sprachen übersetzt, erreichten sechzig Ausgaben und waren als Lehrbücher international gefragt. 1766–1768 veröffentlichte Fortunato Bartolomeo De Felice (1723–1789), der Herausgeber der Encyclopédie d’Yverdon, eine achtbändige Sammlung von bisher noch nicht veröffentlichten Vorlesungsskripten und Studentennotizen unter dem Titel Prinzipien der Natur- und der Menschenrechte (Principes du droit de la nature et des gens: suite du droit de la nature, qui n'avait point encore paru).

## Theorie des Gesellschaftsvertrages
Burlamaqui unterschied drei verschiedene Stadien des Naturrechts: den Naturzustand, die Bildung einer politischen Gemeinschaft und die internationale Komponente. Die verschiedenen Stadien sind nichts anderes, als die Situationen, in welchen sich der Mensch im Zusammenhang mit den Mitmenschen, von denen er umgeben ist, befindet und den Beziehungen, die daraus resultieren.

### Naturzustand
Im Gegensatz zu vielen seiner Vorgänger und Zeitgenossen war der Naturzustand für Burlamaqui nicht derjenige von Zügellosigkeit und ewigen Krieges unter den Menschen, weil sie persönliche Interessen verfolgen würden, sondern der natürliche Zustand der Gemeinschaft. Der natürliche Zustand des Menschen ist das Eingebettetsein in der Gemeinschaft. Die Gemeinschaft ist ein Zustand der Realität und der Notwendigkeit. Die Menschen sind geboren, um gesellig zu sein, weil es ihr natürlicher Zustand ist. Alle sind auf die Welt gekommen und wären nicht in der Lage gewesen zu überleben, ohne die Hilfe eines anderen. Diese natürliche Gemeinschaft ist eine Gemeinschaft der Gleichheit und Freiheit.

### Bildung einer politischen Gemeinschaft
Für Burlamaqui war der Naturzustand nicht der beste Zustand für den Menschen und er suchte einen höheren Grad an Integration, weil die individuellen Ziele im Gemeinschaftsleben besser erfüllt werden konnten. Dieser Integrationsprozess basiert auf Übereinstimmung und wenn jede zustimmende Partei gleichwertig ist, dann muss die Vereinigung auf Verträgen gründen. Im Gegensatz zu Pufendorf hatte er ein optimistisches Menschenbild und war der Meinung, dass die Menschen sich zusammentun, um glücklich zu sein und nicht aus Angst voreinander.
Der erste Vertrag ist, dass jedes Individuum sich bereit erklärt, auf den Naturzustand zu verzichten, um sich mit all den anderen in einer neuen Gemeinschaft/Zivilgesellschaft zusammenzuschliessen und die Hauptziele, die dem Erhalt und der Sicherheit der Gemeinschaft dienen oder die Hauptregeln um den kollektiven Zustand des Glücks zu erstreben, festzulegen. Das Glückskonzept (Eudämonismus) ist zentral in der Vertragstheorie Burlamaquis und der allgemeine Endzweck des Rechts und des Staates, um wirkliches und nachhaltiges Glück zu garantieren. Das Streben nach Glück war für ihn ein in der menschlichen Natur begründetes Menschenrecht.
Ein Staat kann das Glück seiner Mitglieder solange gewährleisten, als er das Naturrecht und die Interessen der ganzen Gemeinschaft respektiert. Dieses Gleichgewicht kann nur durch die Errichtung einer Verfassung erreicht werden, was eines zweiten, fundamentalen Vertrages bedarf. Man braucht eine Verfassung, um eine Staatsform zur Absicherung der öffentlichen Sicherheit und Wohlfahrt errichten zu können. Legitim waren für ihn alle Staatsformen, bei denen das Glück zum Staatszweck erhoben würde. Für Burlamaqui sollte die Staatsform mit der Entwicklung der schulischen Bildung im Volk Schritt halten, weil es eine gute Moral brauche, damit der Staat richtig funktionieren könne. Gegenüber der Realisierbarkeit der reinen, absoluten Demokratie teilte der die Skepsis seiner Zeit. Wie Bodin sah er diese in Europa auf die Niederlande und die schweizerische Eidgenossenschaft beschränkt.
Der dritte Vertrag dient dazu, einen regulären Staat gemäss der in der Verfassung festgelegten Staatsform zu errichten und eine perfekte Regierung einzusetzen. Dazu hat das Volk eine Regierung aus ihren Mitgliedern zu wählen, der es seine Souveränität übergibt und ihr und den von ihr ausgestellten Gesetzen vollkommenen Gehorsam schuldet. Die Macht der Regierung wird von den Völkern jedoch auf verschiedene Arten limitiert, wie Pufendorfs Beispiel des Volkes von Aragon veranschaulicht: Wir, die wir so viel Macht wie du haben, machen dich zu unserem König, unter der Bedingung, dass du unsere Rechte und Freiheiten unverbrüchlich einhältst, und nicht umgekehrt.

### Folgen der Einführung des Gesellschaftsvertrages
Als Folge der Einführung des Gesellschaftsvertrages mit den drei Verträgen und dem Übergang vom Naturzustand zur organisierten Zivilgesellschaft sieht Burlamaqui vier hauptsächliche Regeln und Grundsätze zur Begrenzung der Macht der Regierung.
Für Locke und Rousseau verfiel bei einem Aufstand eines Volkes gegen seinen Tyrannen ein Staat in den Naturzustand und die Anarchie, während für Burlamaqui der erste Vertrag und damit das Volk als politische Einheit bestehen bleiben würde, um eine neue Regierung mit einer neuen Verfassung zu bestellen. Bei einer Verletzung des dritten Vertrages durch eine Regierung würde diese ihre Legitimität verlieren und das Volk brauchte nicht mehr zu gehorchen. Das bedeute nicht, dass das Volk das Recht auf eine Revolution hätte, aber es würde seine Souveränität von der Regierung zurückverlangen. In diesem Sinne ist Burlamaqui für das Recht auf Widerstand innerhalb gewisser Limiten.
Für Burlamaqui muss die Regierung das Volk repräsentieren, entweder durch die Volkswahl eines Prinzen oder eines Parlamentes. Er ging aber nicht so weit wie Rousseau, der sich auch eine direkte Demokratie vorstellen konnte, weil er das Volk für zu wenig gebildet hielt und das schwierige Regierungsgeschäft Spezialisten mit der nötigen Sorgfalt und menschlichen Vorsicht brauchen würde. Er war gegen eine absolute Regierung und wollte die Übertragung der Souveränität mindestens mit dem Gemeinwohl als übergeordnetes Recht limitieren. Um die Einhaltung der Verfassung zu gewährleisten, formulierte Burlamaqui die Theorie der Teilung oder Trennung der Staatsgewalt. Der Senat sollte mit juristischen Funktionen ausgestattet werden und so als Gegengewicht das Gleichgewicht zwischen Exekutive und Legislative aufrechterhalten. Diese Form der Mischverfassung sollte ein System von Checks and Balances werden, das ein Gleichgewicht der Autoritäten herstellt, um das Gemeinwohl und das die individuelle Freiheit sicherzustellen.
Mit dem Übergang vom Naturzustand zum Staat gibt der Mensch seine Unabhängigkeit zugunsten einer Unterordnung mit einem gemeinschaftlichen Vorteil auf. Das durch den Staat garantierte Recht gibt dem Menschen die Möglichkeit, seine wirklichen Interessen und sein Glück zu verfolgen. Es ist die Pflicht des Staates, gemäß dem Zweck, für den er errichtet wurde, mit all seiner Macht das Glück eines jeden Mitgliedes der Gemeinschaft zu gewährleisten, weil ihm das öffentliche Wohl der Gemeinschaft anvertraut wurde. Die positiven Verpflichtungen des Staates werden unter anderem durch den Erlass von Gesetzen geregelt, die auf den Menschen gerichtet sind, um ihm sein Glück in Übereinstimmung mit dem Diktat der Vernunft zu ermöglichen.
Die Macht der Regierung als oberste Autorität beschränkt Burlamaqui mit der Verfassung als oberste Gewalt. Jede Regierung ist in ihrer Autorität durch den Inhalt der Verfassung begrenzt. Die Verfassung ist das fundamentale Recht, das Fundament des Staates, auf dem die Struktur der Regierung aufgebaut ist.

### Burlamaquis Einfluss auf die Gründerväter
Burlamaquis Theorie ist nicht rein akademisch geblieben, weil er die Organisation der Gesellschaft von einer Reihe von natürlichen Verträgen abhängig machte, basierend auf einem Konzept von sozialer Gerechtigkeit und dem Respekt vor der persönlichen Freiheit, die mit Hilfe der Gemeinschaft für jedermann erreichbar würde, ebenso wie seine persönlichen Ziele im Leben. Deshalb ist das Streben nach Glück eine der Konsequenzen seines sozialen Vertragskonzeptes für den Staat.
Seine Ideen können mit konkreten historischen Ereignissen und fundamentalen Rechtsdokumenten verknüpft werden. Sie waren eine zuverlässige Quelle für die amerikanischen Gründerväter und fanden Eingang in die weltweit erste geschriebene Grundrechtserklärung, die Virginia Declaration of Rights vom 12. Juni 1776, die im ersten Artikel klar Bezug zum Naturrecht und zum personalen Menschenbild nahm. Sie hatte grossen Einfluss auf die Ausformulierung der Unabhängigkeitserklärung.

“America’s Founders were inspired by the ideas and values of early Swiss philosophers like Jean-Jacques Burlamaqui and Emer de Vattel, and the 1848 Swiss Constitution was influenced by our own U.S. Constitution.”

„Die Gründerväter der Vereinigten Staaten von Amerika ließen sich von den Ideen und Werten inspirieren, die auf frühe Schweizer Philosophen wie Jean-Jacques Burlamaqui und Emer de Vattel zurückgehen. [Umgekehrt] wurde die Schweizer Verfassung aus dem Jahre 1848 von unserer eigenen US-Verfassung beeinflusst.“

Burlamaquis Beschreibung der europäischen Länder, die «eine Art von Republik bilden würden, deren Mitglieder, zwar unabhängig, aber an gemeinsame Interessen gebunden, die zusammen kommen würden, um die Ordnung und Freiheit aufrechtzuerhalten», wurde von Michel Foucault 1978 in seinen Vorlesungen am Collège de France im Zusammenhang mit der Diskussion über Diplomatie und Völkerrecht zitiert.

## Schriften
- Prinzipien des Naturrechts (Principes du droit naturel), 1747
- Prinzipien des politischen Rechts (Principes du droit politique), 1751
- Prinzipien des Natur- und politischen Rechts (Principes du droit naturel et politique), 1763, umfasst die zwei ersten Werke
- Prinzipien der Natur- und Menschenrechte (Principes du droit de la nature et des gens: suite du droit de la nature, qui n'avait point encore paru). Fortunato Bartolomeo de Felice (1723–1789, Hrsg.) Verlag Yverdon 1766–1768, 8 Bände. Verlag Dupin, Paris 1820, 5 Bände. Reprint Nabu Press, 2011, ISBN 978-1-174-52811-8